# Каменна-Весь
Каменна-Весь (пол. Kamienna-Wieś) — село в Польщі, у гміні Блашки Серадзького повіту Лодзинського воєводства.
Населення — 376 осіб (2011).
У 1975-1998 роках село належало до Серадзького воєводства.

## Демографія
Демографічна структура станом на 31 березня 2011 року:
|          | Загалом | Допрацездатний вік | Працездатний вік | Постпрацездатний вік |
| -------- | ------- | ------------------ | ---------------- | -------------------- |
| Чоловіки | 182     | 29                 | 135              | 18                   |
| Жінки    | 194     | 40                 | 116              | 38                   |
| Разом    | 376     | 69                 | 251              | 56                   |